# Корніївка (Берестинський район)
Корніївка —  село в Україні, у Берестинському районі Харківської області. Населення становить 213 осіб. До 2020 орган місцевого самоврядування — Новоолександрівська сільська рада.
Після ліквідації Сахновщинського району 19 липня 2020 року село увійшло до Красноградського (Берестинського) району.

## Географія
Село Корніївка розміщене на правому березі річки Оріль, вище за течією на відстані 2 км розташоване село Нагірне, нижче за течією на відстані 5 км розташоване село Петрівка, на протилежному березі — село Лигівка. Примикає до села Зелений Клин.

## Історія
- 1875 - дата заснування.

7 (20) листопада 1917 року, відповідно до Третього Універсалу Української Центральної Ради, увійшло до складу Української Народної Республіки.
22 червня 2023 року рішенням №230 Національної комісії зі стандартів державної мови віднесено до списку населених пунктів, які «можуть не відповідати лексичним нормам української мови», зокрема стосуватися «російської імперської чи колоніальної політики». Громаді рекомендовано обґрунтувати доцільність збереження поточної назви або запропонувати нову назву в установленому законодавством порядку.
5 червня 2025 року Постановою Верховної Ради України № 4483-ІХ «Про перейменування окремих населених пунктів, назви яких містять символіку російської імперської політики або не відповідають стандартам державної мови» село Надеждине перейменовано на Корніївка. 18 червня 2025 року перейменування набуло чинності.

## Відомі уродженці
- Тетяна Малахова — українська сценаристка кіно та телебачення, дитяча поетеса, член Національної спілки журналістів України[5], авторка відомого вірша «Здравствуй, мальчик за серым щитом»[6][7].